# Rusłan Stefanczuk
Rusłan Ołeksijowycz Stefanczuk, ukr. Руслан Олексійович Стефанчук (ur. 29 października 1975 w Tarnopolu) – ukraiński polityk, prawnik i nauczyciel akademicki, poseł do Rady Najwyższej, a od 2021 jej przewodniczący.

## Życiorys
Z wykształcenia prawnik. W 1997 ukończył studia w instytucie przekształconym później w Chmielnicki Uniwersytet Zarządzania i Prawa. W 1999 został absolwentem zarządzania produkcją na politechnice, na bazie której utworzono Chmielnicki Uniwersytet Narodowy. W zakresie nauk prawnych uzyskiwał następnie stopnie kandydata nauk (2000) i doktora (2008). Podjął pracę jako nauczyciel akademicki, od 2000 na stanowisku docenta, od 2008 w randze profesora. Od 2009 członek korespondent Narodowej Akademii Nauk Prawnych Ukrainy. W latach 2005–2011 był prorektorem Chmielnickiego Uniwersytetu Zarządzania i Prawa, od 2014 do 2016 pełnił tożsamą funkcję w Narodowej Akademii Prokuratury Ukrainy. W 2016 został prorektorem w szkole wyższej prowadzonej przez ukraińskie zrzeszenie adwokatów. Autor publikacji naukowych, m.in. z zakresu teorii prawa prywatnego, prawa zobowiązań czy prawa własności intelektualnej. Członek redakcji i zastępca redaktora naczelnego periodyków prawniczych. Zajął się również działalnością zawodową jako adwokat. Powoływany w skład różnych grup roboczych i organów doradczych, współpracował m.in. ze Stepanem Kubiwem.
Został głównym ideologiem programowym partii Sługa Ludu i jednym z najbliższych współpracowników Wołodymyra Zełenskiego w trakcie jego zwycięskiej kampanii prezydenckiej. W maju 2019 powołany na doradcę nowego prezydenta i jego przedstawiciela w parlamencie. W wyborach parlamentarnych z lipca tegoż roku jako wicelider listy wyborczej Sługi Ludu uzyskał mandat posła do Rady Najwyższej IX kadencji. W sierpniu 2019 został pierwszym wiceprzewodniczącym ukraińskiego parlamentu. W październiku 2021 został wybrany na przewodniczącego Rady Najwyższej.